# Thierry Lutz
Thierry Lutz (Luxemburg-Stad, 1963) is een Luxemburgs kunstschilder.

## Leven en werk
Thierry Lutz studeerde beeldende kunst aan de Université Des Sciences Humaines de Strasbourg in Straatsburg. Hij  is als kunstdocent verbonden aan het Lycée de garçons d'Esch-sur-Alzette. Hij is getrouwd met kunstenares Florence Haessler.
Lutz schildert voornamelijk honden, sinds 2022 ook andere dieren. Hij sloot zich aan bij de kunstenaarsvereniging Cercle Artistique de Luxembourg, waar hij vanaf 1989 met zijn schilderijen deelneemt aan de salons. In dat jaar ontving hij samen met Dany Prum de Prix d'encouragement aux Jeunes Artistes van het ministerie van Culturele Zaken.

## Onderscheidingen
- 1989 Prix d'encouragement aux Jeunes Artistes
- 1993 1e Prix en Prix Philip Morris Lac
- 1993 2e Prix op de biënnale des Jeunes in Esch-sur-Alzette.

- Musée national d'archéologie, d'histoire et d'art: lkl000830